# باغ نشاط (تقی‌آباد)
باغ نشاط (تقی‌آباد) مربوط به دوره قاجار است و در شهرستان فیروزه، شمال روستای تقی‌آباد د ر۳ کیلومتری شهرفیروزه و این اثر در تاریخ ۵ آذر ۱۳۸۰ با شمارهٔ ثبت ۴۴۹۲ به‌عنوان یکی از آثار ملی ایران به ثبت رسیده است.